# Risfältsgroda
Risfältsgroda, Occidozyga lima, är en groda från Indiska halvön och Sydöstasien som tillhör släktet Occidozyga och familjen äkta grodor.

## Utseende
Grodan är vanligen mörkt grönbrun, men en ljusare rödbrun färgteckning förekommer också. Buken är ljusbeige till vitaktig Den har flera små vårtor på ovansidan, och ett kort, avsmalnande huvud med en spetsig tunga. Längden når upp till omkring 4 cm.

## Utbredning
Utbredningsområdet sträcker sig från Indien (västra Bengalen) och större delen av Bangladesh via Myanmars, Thailands, Laos, Kambodjas och Vietnams lågländer, norra Malaysias fastland, Indonesien (Sumatra och Java) till södra Kina.

## Vanor
Risfältsgrodan uppehåller sig främst i stillastående eller trögflytande vattensamlingar i ett flertal biotoper, som gräsmarker, skogar och skogsbryn samt låglänta våtmarker och träsk. Den kan gå upp till 750 m över havet. 

### Fortplantning
Parningen sker i samma vatten som arten lever i. Hanen kallar på honan med ett kort, tvåtonigt rop, varvid honan svarar. Amplexus, parningsomfamningen, sker bakom frambenen. Grodynglen är långa och sprtsnosade.

## Status
Risfältsgrodan är klassificerad som livskraftig ("LC") av IUCN. Några trender har inte kunnat fastställas annat att den har minskat påtagligt i Hongkong. Inga kända hot har emellertid registrerats.